# Татваленка
Татваленка, посёлок подсобного хозяйства предприятия «Татваленок» (тат. «Татваленок» предприятиясенең ярдәмче  хуҗалыгы бистәсе, «Tatwalenok» predpriätiäseneñ yärdämçe xucalığı bistäse) — посёлок в Приволжском районе Казани.

## География
Посёлок расположен на крайнем юге Казани, в 20 километрах от центра города. Севернее находится лес и Матюшинский тракт, западнее — жилой массив Ясная Поляна, сёла Песчаные Ковали и Габишево.

## История
Посёлок возник не позднее 1950-х годов. На 1956 год он относился к Песчано-Ковалинскому сельсовету Столбищенского района. В советское время при нём существовали пионерский лагерь и детский сад для детей работников Казанского валяльно-войлочного комбината. К 1990-м годам они прекратили работу, а сам посёлок был исключён из учётных данных.
В 2008 году земля, на которой расположен посёлок, была включена в состав Приволжского района Казани, а сам посёлок повторно «обнаружен» в 2012 году.
В начале 2010-х годов близ Татваленка стала проходить дорога с асфальтобетонным покрытием, соединявшая строящийся жилой массив Ясная Поляна с Матюшинским трактом; она проходила над нефтепроводами «Альметьевск — Горький-3» и «Альметьевск — Горький-2», при этом соответствующие технологические требования при прокладке переездов над нефтепроводами соблюдены не были. Через несколько лет дорога стала использоваться застройщиком коттеджного посёлка «Брайт парк»: дорога стала использоваться не только легковыми автомобилями, но и большегрузами. В ответ на это АО «Транснефть — Прикамье» в июне 2020 года перекрыло единственную асфальтированную дорогу к посёлку. В результате одна из жительниц посёлка умерла не дождавшись приезда скорой помощи, а по факту блокировки дороги было возбуждено уголовное дело.
К 2021 году к посёлку была проложена новая дорога.

## Улицы
- Озёрная (тат. Күл урамы, Kül uramı). Почтовый индекс — 420070.
- Садовая (тат. Бакча урамы, Baqça uramı). Почтовый индекс — 420070.
- Центральная (тат. Үзәк урам, Üzäk uram). Почтовый индекс — 420070.

## Транспорт
Общественный транспорт в посёлок не ходит. Ближайшая остановка находится в селе Габишево, где находится конечная остановка пригородного автобуса № 103 («метро Проспект Победы» — «Габишево»).

## Объекты
Вблизи посёлка в советское время располагался пионерский лагерь «Восход». Возник не позднее 1951 года и являлся ведомственным лагерем Казанского валяльно-войлочного комбината. По состоянию на 1980 год, лагерь принимал 400 детей за лето. Заброшен после распада СССР.